# Иванов, Сергей Ильич
Серге́й Ильи́ч Ивано́в (укр. Сергій Ілліч Іванов; род. 10 сентября 1957, Каменец-Подольский) — украинский график и живописец. Член Национального союза художников Украины. Заслуженный художник Украины (2008).

## Биография
Окончил Каменец-Подольскую среднюю школу № 3. Одновременно учился в городской детской художественной школе, которую окончил в июне 1973 года (это был первый выпуск с момента образования школы). Во Львове окончил Украинскую академию книгопечатания по специальности «графика».
Произведения Сергея Иванова экспонируются на выставках с 1976 года. Он неоднократно принимал участие в международных экспозициях, среди которых были международные биеннале экслибриса в Польше, графики в Испании, триеннале малой графики, международные выставки графики и экслибриса и тому подобных.
19 августа 2008 года Указом Президента Украины художнику государственного специализированного издательства «СВІТ» (Львов) Сергею Иванову было присвоено звание «Заслуженный художник Украины».

## Творчество

Сергей Ильич Иванов. «Размышления»

В творчестве Сергея Иванова преобладают библейские сюжеты («Адам и Ева», «Апокалипсис», «Каин и Авель»), классическая мифология («Орфей», «Похищение Европы», «Дедал», «Диана»), украинская мифология («Лада», «Даная», «Дажбог»), и другие темы. В картинах Иванов приделяет внимание деталям, а его замысел становится видимым благодаря ярким подробностям.
Украинская писательница Наталья Тисовская так охарактеризовала его картину «Размышления»:

Шут в шляпе с колокольчиками. Душа, погружённая в мир собственных фантазий и переживаний. Картина Сергея Иванова называется «Размышления». Каждая деталь на полотне кажется, с одной стороны, случайной, а с другой — оправданной внутренней логикой картины. Глаза скульптурной головы позади шута, завязанные чёрной лентой показывают, что душе не нужны глаза, чтобы видеть. Смещённые углы странной формы комнаты, смещённый пол в виде шахматного поля показывают, что душа живёт в собственном мире, где не действуют законы трёхмерного пространства. В хрустальном шаре под ногой шута не отражается будущее: душа сама знает всё наперёд.
Оригинальный текст (укр.)«Блазень у капелюсі з балабончиками. Душа, занурена у світ власних фантазій і переживань. Картина Сергія Іванова називається „Роздуми“. Кожна деталь на полотні видається, з одного боку, випадковою, а з іншого — виправданою внутрішньою логікою картини. Скульптурна голова позаду блазня має зав’язані чорною стрічкою очі: душі не потрібні очі, щоб бачити. Зміщені кути дивної форми кімнати, зміщене шахове поле підлоги: душа живе у власному світі, де не діють закони тривимірного простору. У кришталевій кулі під ногою блазня не віддзеркалюється майбутнє: душа сама знає все наперед.»

Сергей Иванов оформил несколько изданий, в том числе полное собрание сочинений Михаила Грушевского и книгу Олега Будзея «По улицам Каменец-Подольского» (Львов, 2005). Писатель Роман Лубкивский так отозвался о творчестве Иванова:

Мне нравится разлитое во всех произведениях Сергея Иванова сияние доброты. В нашу очень агрессивную современность единственное, что может объединять, — это то, что делает людей людьми. Сергей Иванов находит это. Он строит сюжеты своих произведений на позитиве, на доброте, и это то, что не может не держать при нём.
Оригинальный текст (укр.)«Мені подобається розлите в усіх творах Сергія Іванова сяйво доброти. У нашу дуже агресивну сучасність єдине, що може об'єднувати, — це те, що робить людей людьми. Сергій Іванов знаходить це. Він будує сюжети своїх творів на позитиві, на доброті, й це те, що не може не тримати при ньому»

## Персональные выставки
- 1993—1994 — галерея в городе Санне (Франция).
- 1997 — выставочные залы фонда Тейлора. Париж (Франция).
- 1998 — галерея в историческом музее города Каменец-Подольский (Украина).
- 1999 — галерея Волынского регионального музея. Луцк (Украина).
- 2000 — национальный музей графики. Фредериксхавн (Дания).
- 2007 — галерея «Неф» на территории Национального Киево-Печерского историко-культурного заповедника[5]